# Nesipelma insulare
Espèce
Nesipelma insulare est une espèce d'araignées mygalomorphes de la famille des Theraphosidae.

## Distribution
Cette espèce est endémique de Niévès dans la fédération de Saint-Christophe-et-Niévès aux Antilles.

## Description
Le mâle décrit par Sherwood, Fabiano-da-Silva, Gabriel et Lucas en 2020 mesure 39,9 mm et la femelle 55,0 mm.

## Publication originale
- Schmidt & Kovařík, 1996 : Nesipelma insulare gen. et sp. n. from the Nevis Island, Lesser Antilles (Arachnida: Araneida: Theraphosidae). Arachnologisches Magazin, vol. 4, no 6, p. 1-9.